# Gunilla Bohuslän

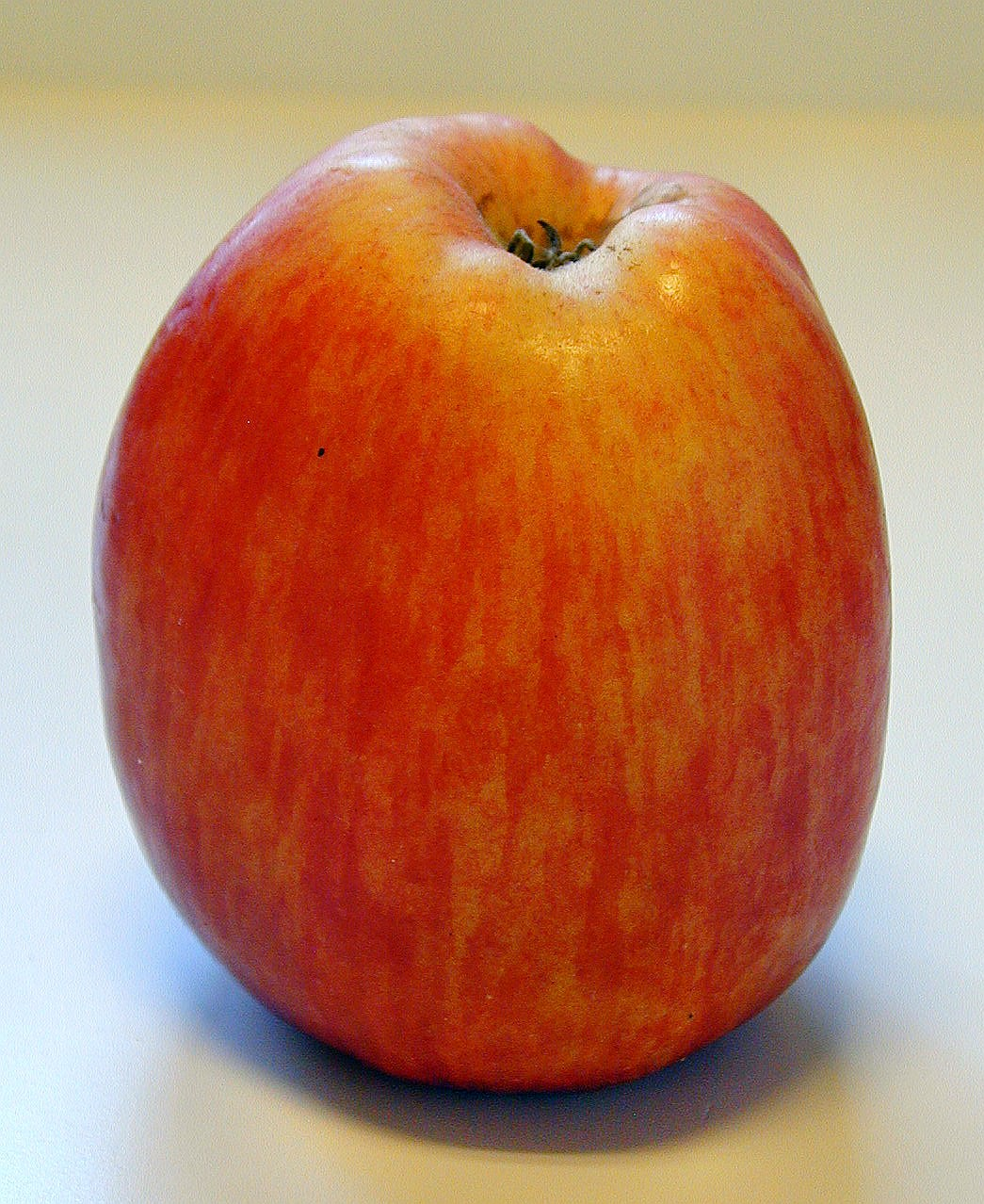
Den ovala formen är typisk för sorten, men rundare äpplen förekommer också.

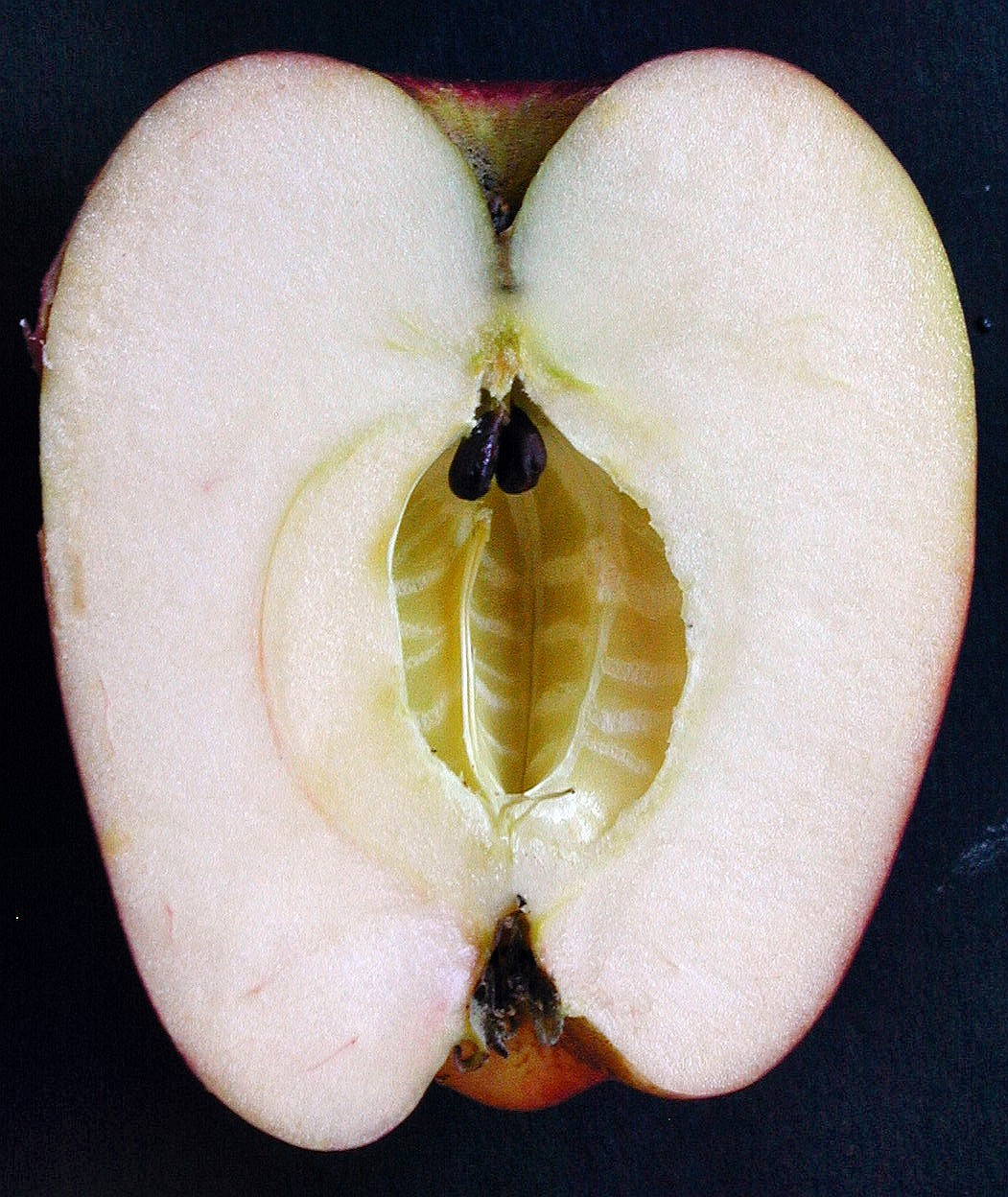

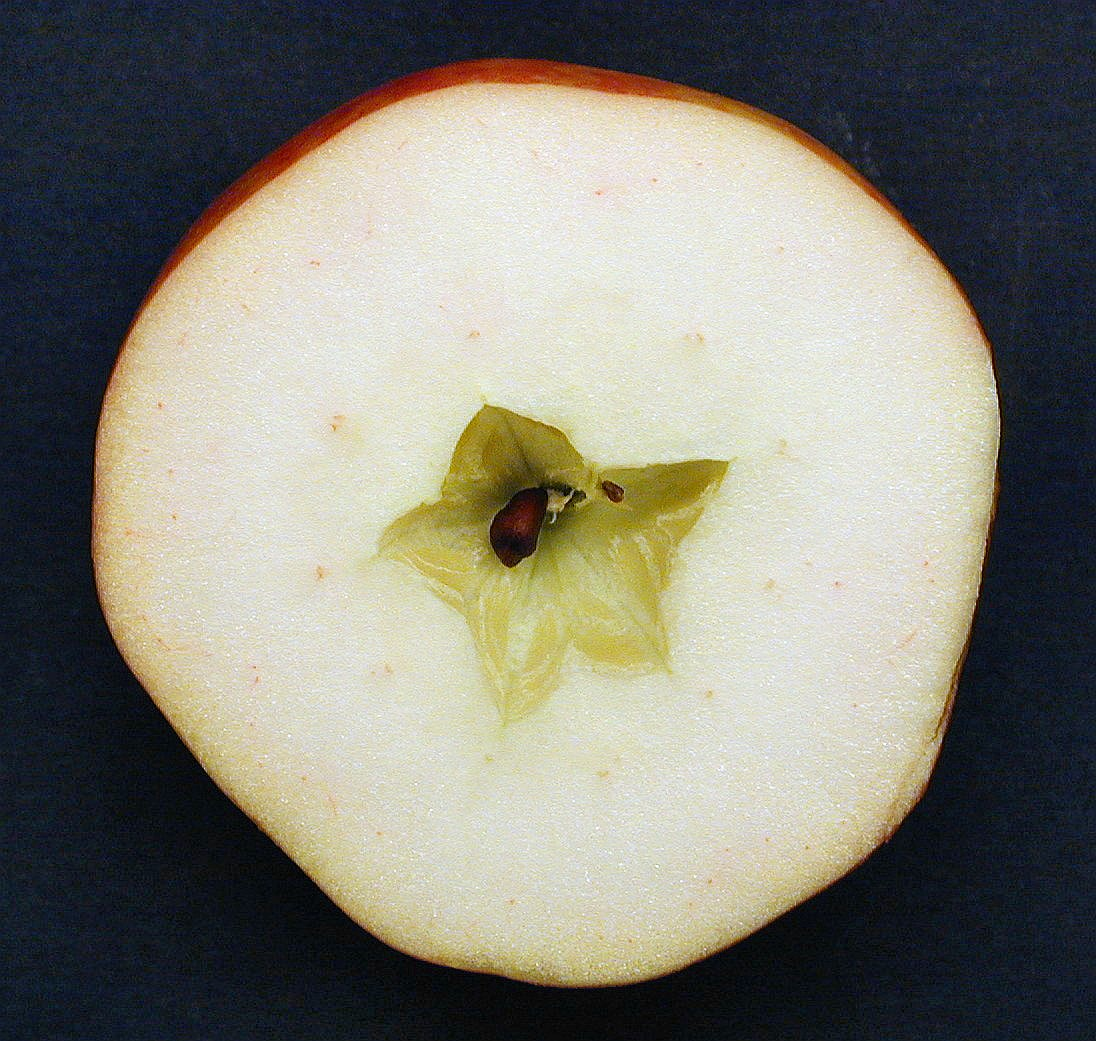
Kärnhuset är ofta öppet med stor kärnhushåla

Gunilla Bohuslän är en äppelsort, fastställt som egen sort på 1980-talet. Moderträdet, av okänt ursprung, växte, men dog på 1990-talet efter en kraftig beskäring, i en villaträdgård i Uddevalla. Trädet var 1989 mer än 100 år gammalt med en stamdiameter över 2 meter, var friskt och bar rikligt med frukt varje år. Äpplet är stort och av en ovanlig form för ett äpple, och hänger i trädet i sitt skaft på ett karakteristiskt sätt. Skalet är mestadels grönt, men kan också vara gult-rött, ibland med en brunaktig nyans. Äpplet mognar i oktober; håller sig vid bra förvaring till mars. Äpplet passar både som ätäpple såsom köksäpple. I Sverige odlas Gunilla Bohuslän gynnsammast i zon 1-2.